# 方克猷

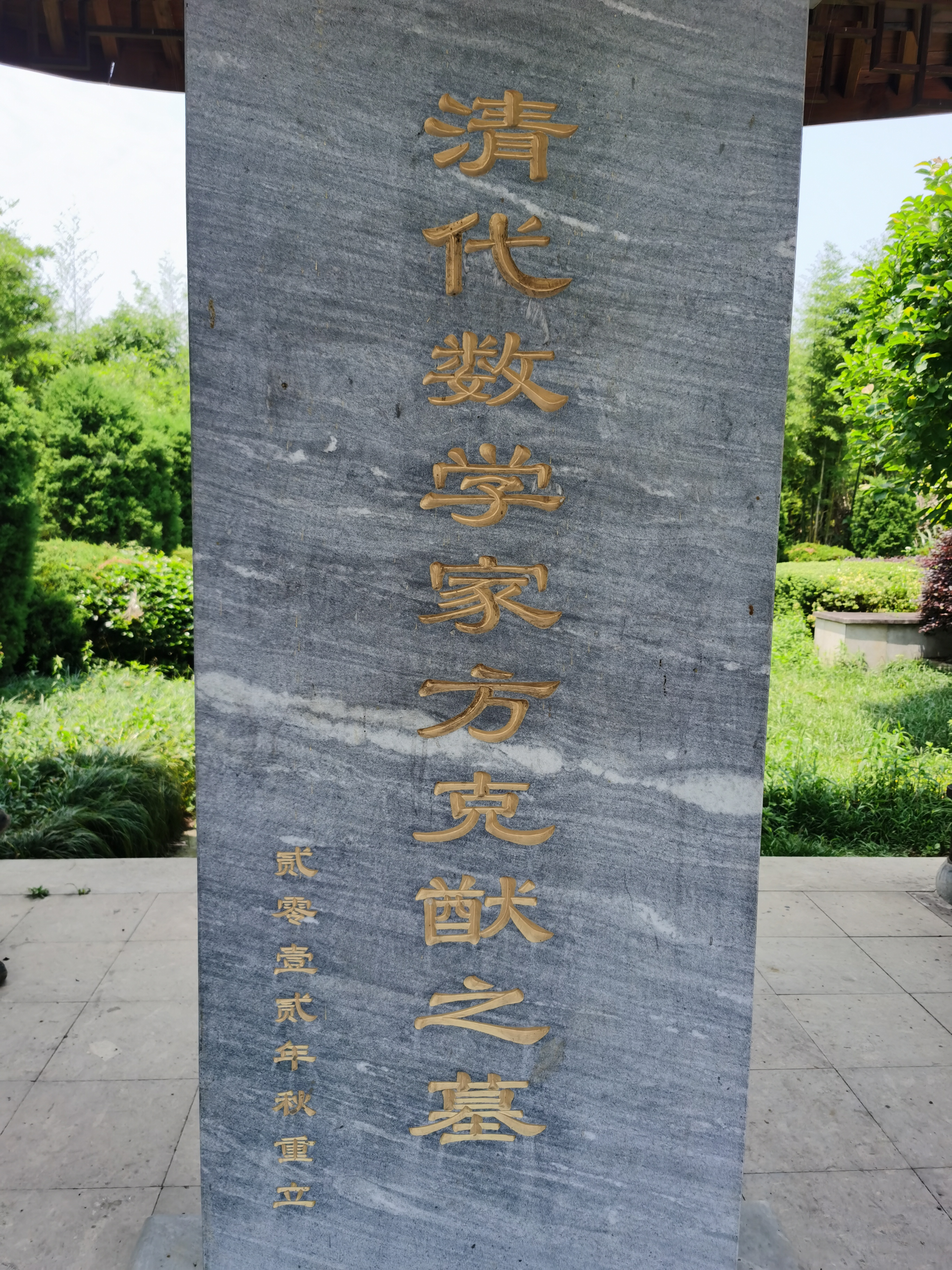
方克猷夫妇墓，位于於潜镇方元村更楼自然村徐家湾

方克猷（1870年—1907年），字子壮，号凤池，浙江省杭州府潛縣方元铺（今临安市潛鎮）人，清朝数学家。

## 生平
方克猷自幼聪颖好学，12岁应童子试，以第一名进学。光绪十一年（1885年）成贡生，光緒十六年（1890年）庚寅科二甲77名進士，以主事分部学习。授刑部主事。后考总理各国事务衙门章京。光绪二十七年（1901年）成为出仕德国随员，随庆亲王赴德谈判。次年归国，选为热河理刑司兼都统衙门办事司员。历任热河练军营务处会办、陆军中学堂总办。法部成立，署举叙司主事。光绪三十三年（1907年）卒。

## 诗词
方克猷应童子试时，主考官出联：“方元鼓打到更楼，太阳来哉”，方克猷应声对“藻溪鱼跳过横塘，化龙去矣。”方元、更楼、太阳、藻溪、横塘、化龙，均为於潜附近地名，对仗工整绝妙。
光绪三十年（1904年）日俄战争爆发。方克猷忧愤赋诗二首。其一为：
杞人底事竟忧天，极目辽河顿黯然。
投鼠无时非忌器，牵牛何处不蹊田。
阵云低压笳声碎，边月寒窥旌影悬。
试问谁谙交涉策，从教一鼓扫狼烟。
方克猷精几何，著有《曲线考》、《八线法衍》、《四元术赘》等，合编为《方子壮数学》。另有《圆锥曲线说》、《尖锥术解》、《尖锥术衍》、《三角公式》、《勾股公式》、《火器真诀衍》等。

## 墓地
方克猷夫妇墓在於潜镇方元村更楼自然村徐家湾。2006年4月15日列为临安市文物保护点。